# おうみ845
『おうみ845』（おうみはちよんご）は、滋賀県内のNHK総合で平日の夜に放送されているNHK大津放送局製作による『NHKニュース』の滋賀ローカルニュース番組。

## 放送時間
- 平日 20:45 - 21:00（JST）
  - 祝日・年末年始やオリンピック期間中は休止し、21:00頃に大阪から『関西のニュース・気象情報』を5 - 10分間放送する（12月31日を除く）[1]。
  - 2018年4月以降、通常の平日編成日であっても夕方の『おうみ発630』が休止となる場合は本番組も休止し、代替として『ニュース845〜関西のニュースと気象情報〜』（大阪放送局制作）を臨時ネットする。
  - 2019年4月1日は、19:00からの『ニュース7』が新元号「令和」発表関連ニュースを中心に19:40まで拡大放送されたことに伴う特別編成のため、『NHKニュース』に改題の上5分繰り下げ・短縮（20:50 - 21:00）し放送した。
  - 2020年3月11日は、20:00 - 20:55に『NHKスペシャル 震災9年"変貌"する街で何が〜復興ハイウェーで変わる被災地』を放送のため、『NHKニュース』に改題の上、10分繰り下げ・短縮（20:55 - 21:00）し放送した。
  - 2021年8月24日 - 9月3日は、東京パラリンピック放送のため、休止となった。
  - 2022年2月の北京オリンピック期間中はこれまでのオリンピック期間と異なり、祝日編成となった2月11日を除き休止せず通常通り放送された。ただ、2月14日 - 18日（16日は通常放送）はオリンピック中継のため時間を繰り下げて放送された[2]。また、2月4日は北京オリンピック開会式中継に伴う特別編成のため5分短縮（20:45 - 20:55）して放送された[3]。
  - 2022年3月4日は、20:55から『北京パラリンピック 開会式』中継を放送[4]のため、5分短縮（20:45 - 20:55）して放送された。

## 開始に至るまで
関西地域では長らく、大阪局製作の広域ブロックニュース『きんき845』→『関西845』（現・『ニュース845』）が2府4県で放送された。
2002年以降、地域情報の充実を図るため、域内のNHK各放送局が段階的に県域放送に切り替えられた。このため、『関西845』は大阪府、和歌山県及び滋賀県の平日並びに休日の域内全域放送へと縮小したが、その中でも和歌山県では途中分岐して『わかやま845』という形で県内ニュースが放送された。このため、この時間に県内ニュースの放送がない地域は滋賀県のみとなっていた。
大津放送局は2010年9月27日、平日におけるこの時間のニュース番組を関西圏では最後に県域放送へ切り替えられた。大津局のサイトによると番組タイトルについては大阪局ベースは用いず、京都を拠点としているアニメーション制作会社京都アニメーションに製作を依頼した。
また、番組オープニングで使われている曲は、関西テレビ製作『競馬BEAT』の「KEIBA×NEWS」で使用されているものである。
2011年5月9日放送分より、オープニングタイトルのCGが変更されている。このCGに関して、「夏に向けて水をイメージした」と番組内でコメントしている。
2021年4月19日に新会館に移転したことに伴い、KOO-KIの生嶋就が制作したOP映像・テロップを使用している。音楽は世武裕子が制作している。

## 放送内容
- 滋賀県内のニュース
- リポート
- 気象情報
- また、日によっては平日午前に関東甲信越地方で放送されている情報番組『ひるまえほっと』の企画をVTR部分のみ録画ネットすることもある。

## キャスター
- 2023年7月現在
- 別井敬之（べつい・たかゆき）（大津局アナウンサー）
- 倉沢宏希（くらさわ・ひろき）（大津局アナウンサー）
- 田中崇裕（たなか・たかひろ）（大津局アナウンサー）
- 山下美咲（やました・みさき）（大津局契約キャスター）
- 三角朋子（みすみ・ともこ）（大津局契約キャスター）